# Boissonneaua matthewsii
Boissonneaua matthewsii е вид птица от семейство Колиброви (Trochilidae).

## Разпространение
Видът е разпространен в Еквадор, Колумбия и Перу.